# 島宇志夫
島 宇志夫（しま うしお、1931年6月20日 - 1990年以前）は、日本の俳優、声優。新企画に所属していた。

## 来歴
東京府（奈良県とする資料もある）出身。早稲田大学文学部中退。
1950年9月、劇団ぶどうの会へ入団。1960年1月にぶどうの会を脱会し、磯村千花子、稲葉まつ子らともに劇団造形を設立。1968年まで新劇の舞台で活動していた。その後は東京俳優生活協同組合、同人舎プロダクションを経て、新企画に所属していた。
声優としてはテレビ放送の初期から活躍。1961年に日本テレビで放映された『ロバート・テイラー・ショー』でのロバート・テイラーの吹き替えが出世作となる。その後は悪役や冷静な役を演じることが多かった。また、カール・マルデンの吹き替えや、アニメ『黄金バット』でのナゾー役で知られた。
『特別機動捜査隊』では、劇中過程を説明するナレーションでも知られている。同作品での活躍ぶりはナレーターという分野を大きく発展させるきっかけになった。
現在は故人となっているが、死亡した時期は不明である。ただし、矢島正明が1990年に執筆した自叙伝で「すでに故人となった」と記述されているため、死没はそれ以前である。

## 人物
声種はローバリトン。
趣味はスキーやゴルフ。

## 後任・代役
| 後任・代役 | キャラクター名          | 概要作品                                   | 後任・代役の初担当作品              |
| ---------- | ----------------------- | ------------------------------------------ | ----------------------------------- |
| 大塚周夫   | ドルマンスタイン        | 『ドラえもん のび太の恐竜』                | ミュージカル版                      |
| 稲葉実     | ハロラン                | 『アンタッチャブル 暗黒の誘拐』            | 完全版追加収録部分                  |
| 辻親八     | ジョージ・シンプソン    | 『スパイ大作戦 欺瞞作戦』                  | 完全版追加収録部分                  |
| 辻親八     | ケラマン大佐            | 『スパイ大作戦 ウィーク・ポイントをつけ』  | 完全版追加収録部分                  |
| 福田信昭   | ジョゼ・I・メンデス准将 | 『宇宙大作戦 タロス星の幻怪人 前編・後編』 | 完全版追加収録部分                  |
| 沢木郁也   | コロブ                  | 『宇宙大作戦 惑星パイラスセブンの怪』      | デジタルリマスター版DVD追加収録部分 |
| 木村雅史   | サンフランシスコ市長    | 『ダーティハリー3』                        | WOWOW版追加収録部分                 |
| 町田政則   | ダルチムスキー          | 『テレフォン』                             | WOWOW版追加収録部分                 |
| 中田譲治   | トム・フィッチ          | 『ネバダ・スミス』フジテレビ版             | BD版追加収録部分                    |

## 出演

### テレビドラマ
- 特別機動捜査隊（1961年、ナレーション）
- 大河ドラマ
  - 赤穂浪士（1964年）
  - 竜馬がゆく（1968年、茂田一次郎）

### 舞台
- 三角帽子（1952年、下男[13]）
- 蛙昇天（1952年、グゥェロ委員[13]）
- 山脈（1952年、郵便配達[13]）
- 狐山伏（1953年、金剛院[14]）
- 風浪（1953年、横井歳雄[14]）
- スカパンの悪だくみ（1954年、シルヴェストル[15]）
- 赤い陣羽織（1955年、庄屋[16]）
- 牝山羊ヶ島の犯罪（1961年、アンジェロ[17]）
- イレーネに罪は無い（1963年、グレゴリオ[18]）
- ピエール・パトラン先生（1963年、ギョーム・ジェソーム[6]）
- スガナレル（1963年、グロ・ルネ[6]）
- 恋の詩＝アリアナ・ピネダ（1964年、ドン・ペドロ[19]）
- アンドロマック（1966年、ドン・ペドロ[20]）
- 氷屋来る（1968年、パット[21]）

### 吹き替え

#### 俳優
カール・マルデン
- あの高地を取れ（ホルト軍曹）
- 影なき殺人（ホワイト警部補）
- 片目のジャック（ダッド・ロングワース）
- 拳銃王（マック）
- 縛り首の木（フレンチ）※テレビ朝日版
- シャイアン（ウェッセルス）※フジテレビ版
- 終身犯（ハーヴェイ・シューメイカー）※TBS版
- シンシナティ・キッド（シューター）※フジテレビ版（DVD収録）、テレビ朝日版
- パットン大戦車軍団（オマル・ブラッドリー米陸軍大将）※日本テレビ新録版（DVD収録）
- 波止場（バリー神父）※テレビ朝日旧録版
- ネバダ・スミス（トム・フィッチ）※フジテレビ版
- メテオ（ハリー・シャーウッド）※フジテレビ版

ジャック・ホーキンス
- ジェーン・エア（ブルックルハースト校長）
- ベン・ハー（クインタス・アリウス）※フジテレビ版
- マルタ島攻防戦（フランク）
- ランページ（オットー）

ドナルド・プレザンス
- アマゾネスの黄金（クラレンス・ブラスコ）※フジテレビ版
- テレフォン（ダルチムスキー）※テレビ版
- パワープレイ（ブレア秘密警察長官）
- ミクロの決死圏（マイケルズ博士）※テレビ朝日旧録版

マーティン・バルサム
- 暗黒の大統領カポネ（マック・キーリー）
- 恐怖の岬（マーク・ダットン警察署長）※テレビ朝日版
- サイコ（ミルトン・アーボガスト探偵）※フジテレビ版
- シンジケート（アル・ベスカリ）
- 僕のベッドは花ざかり（サンフォード・カウフマン）

ジョージ・ケネディ
- 絞殺魔（フィル・ディナターレ）※テレビ朝日版（DVD収録）
- シャレード（ハーマン・スコビー）※フジテレビ版
- ダイヤモンド強奪作戦（サミー・ライダーベイト）

キャロル・オコナー
- コマンド戦略（マクスウェル・ハンター少将）※NET版
- 殺しの分け前/ポイント・ブランク（ブルースター）※NET版

#### 映画
- 悪魔のようなあなた（インテリアデザイナー）※テレビ朝日版（BD収録）
- 悪魔のような女（ミシェル〈ポール・ムーリス〉）※テレビ朝日版
- アラスカ魂（フランキー・キャノン〈アーニー・コヴァックス〉）※フジテレビ版
- アルカトラズからの脱出（リトマス〈フランク・ロンジオ〉）
- アンドロメダ…（ロバートソン博士〈カーミット・マードック〉）※テレビ朝日版
- エル・シド（ファニェス〈マッシモ・セラート〉）※フジテレビ版
- OK牧場の決斗（アイク・クラントン〈ライル・ベトガー〉）※テレビ朝日旧録版
- オーメン（ブレナン神父〈パトリック・トラウトン〉）※LD版
- 襲われた幌馬車（オリバー・O・ハワード将軍〈カール・ベントン・リード〉、ノーマンド大佐〈ダグラス・ケネディ〉）※フジテレビ版（DVD収録）
- オデッサ・ファイル（ウェルナー・ダイルマン〈エルンスト・シュレーダー〉）※テレビ朝日版
- 怪奇!吸血人間スネーク（ケン・ダニエルズ博士〈リチャード・Ｂ・シャル〉[22]）
- 怪奇ミイラ男（ジョン・ブレイ〈ロナルド・ハワード〉）
- 帰って来たガンマン（ケン・シーガル〈ナンド・ガツォーロ〉）
- 騎兵隊（グラント将軍〈スタン・ジョーンズ〉）※テレビ朝日版
- 吸血狼男（シニエストロ侯爵〈アンソニー・ドーソン〉）※テレビ朝日版
- 黒いチューリップ（グラジヤック〈ロベール・マニュエル〉）※東京12チャンネル版
- ゴーストタウンの決斗（オルテロ〈ロバート・ミドルトン〉）※東京12チャンネル版
- 荒野の決闘（グランヴィル・ソーンダイク〈アラン・モーブレイ〉）※テレビ朝日版（ソフト収録）
- 荒野の用心棒（ジョン・バクスター〈ウォルフガング・ルスキー〉）※新旧テレビ朝日版
- サウンド・オブ・ミュージック（ツェラー〈ベン・ライト〉）※テレビ朝日版・フジテレビ版（両版共に製作50周年記念版BD収録）
- ザ・ソルジャー
- シェラマドレの決斗（ラザロ〈エミリオ・フェルナンデス〉）
- 史上最大の作戦（ドワイト・D・アイゼンハワー大将）※テレビ朝日版
- 七年目の浮気（リチャード・シャーマン〈トム・イーウェル〉）※テレビ朝日版
- 新シャーロック・ホームズ おかしな弟の大冒険（ジェームズ・モリアーティ〈レオ・マッカーン〉）※テレビ朝日版（DVD収録）
- 市民ケーン（ジェデッドアイア・リーランド〈ジョゼフ・コットン〉）
- 空から星が降ってくる（オスカー・ジマ）
- ダーティハリー（マッケイ本部長〈ジョン・ラーチ〉）※テレビ朝日版（短縮版がBD収録）
- ダーティハリー3（市長〈ジョン・クロウフォード〉）※テレビ朝日版（BD収録）
- ダーティ・メリー/クレイジー・ラリー（カール・ドナヒュー署長〈ケネス・トビー〉）※フジテレビ版（DVD収録）
- 大将軍（ボース〈リチャード・ブーン〉）※TBS版
- 脱出（ジョンソン〈ウォルター・サンド〉）※NET版
- 脱走山脈（フォン・ハラー大佐〈ヴォルフガング・プライス〉）※NET版
- 探偵物語（カール・シュナイダー医師〈ジョージ・マクレディ〉）※フジテレビ版
- 地球最後の日（コール・ヘンドロン博士〈ラリー・キーティング〉）※フジテレビ版
- 手錠のまゝの脱獄（マックス・ミューラー保安官〈セオドア・ビケル〉）※NET版
- 田園交響楽（カステラン〈ジャック・ルーヴィニー〉）
- 電撃フリント・アタック作戦（クラムデン長官〈リー・J・コッブ〉）※テレビ版（DVD収録）
- 突撃（ブルラール将軍〈アドルフ・マンジュー〉）※NET版
- 飛べ!フェニックス（トラッカー・コッブ〈アーネスト・ボーグナイン〉）※TBS版
- トラ・トラ・トラ!（ウィリアム・ハルゼー海軍中将〈ジェームズ・ホイットモア〉）※フジテレビ版
- ドランクモンキー 酔拳（黄麒英〈ラム・カウ〉）※フジテレビ版（BD収録）
- 熱砂の秘密（ロンメル将軍〈エリッヒ・フォン・シュトロハイム〉）
- バーバレラ（デュラン・デュラン〈ミロ・オーシャ〉）
- バラキ（ライアン〈ジェラルド・S・オローリン〉）※テレビ朝日版（DVD収録）
- バルジ大作戦（コーラー将軍〈ウェルナー・ピータース〉）※テレビ朝日版（DVD収録）
- ファイヤーフォックス（書記長〈ステファン・シュナーベル〉）※テレビ朝日版
- 無類プロフェッショナル（フランシスコ・パコ・モンテーロ〈ジェームズ・メイスン〉）※テレビ朝日版
- フリービーとビーン大乱戦（ビーン〈アラン・アーキン〉）
- フレンチ・コネクション（シモンソン〈エディ・イーガン〉）※フジテレビ版（DVD収録）
- プロムナイト（ハモンド校長〈レスリー・ニールセン〉）※フジテレビ版（BD収録）
- 望郷（カルロス〈ガブリエル・ガブリオ〉）※日本テレビ版
- 暴力脱獄（カー〈クリフトン・ジェームズ〉）※テレビ朝日版
- マッキントッシュの男（マッキントッシュ〈ハリー・アンドリュース〉）※テレビ朝日版
- マリアンの友だち（フランク・ヴォイド〈トム・ボズリ〉）※テレビ朝日版
- ミクロの決死圏（カーター将軍〈エドモンド・オブライエン〉）※フジテレビ版
- 奴らを高く吊るせ!（アダム・フェントン判事〈パット・ヒングル〉）※テレビ朝日版
- 理由なき反抗（フランク・スターク〈ジム・バッカス〉）※テレビ朝日版
- 我が道を往く（ティモシー・オダウド神父〈フランク・マクヒュー〉）※テレビ朝日版
- SOSタイタニック（ケネス・モア）
- 007 サンダーボール作戦（エミリオ・ラルゴ〈アドルフォ・チェリ〉）※TBS版（TV吹替初収録特別版DVD収録）

#### ドラマ
- アメリカン・ヒーロー
- インターン（ゴールドストーン院長〈ブロデリック・クロフォード〉）
- インベーダー（エドガー・スコービル）
- 奥さまは魔女（サマンサのパパ〈代役〉 他）
- 華麗な共犯者（ウィリー〈カート・カズナー〉）
- ギリガン君SOS（サーストン・ハーウェル3世〈ジム・バッカス〉）
- 拳銃無宿「魔の貨車」
- サンセット77（クスコー）
- シカゴ特捜隊M
- スタートレック（メンデス准将）
- スパイ大作戦
  - シーズン3 #13（ジョージ・シンプソン〈エドワード・アズナー〉）
  - シーズン3 #23（大蔵大臣）
  - シーズン4 #2（ゼグラー医師）
  - シーズン5 #9（ケラマン大佐〈アンソニー・ザーブ〉）
- スペース1999
  - 脱出！ 変身惑星サイコン（メンター）
  - 四次元空間の恐怖（メンター）
- 大草原の小さな家（マクレガー〈リチャード・オブライエン〉）
- ダイヤのジョニー（ジョニー〈ブロデリック・クロフォード〉）
- 地上最強の美女バイオニック・ジェミー（国王暗殺！ジェミー護衛作戦）
- ディック・フランシス・ミステリー「誘拐」(ランカスター〈イアン・カスバートン〉)
- 電撃スパイ作戦（#1 ウィテッカー〈ケネス・J・ウォーレン〉）、ジェームス、#15 クエボス〈アンソニー・ニューランズ〉）
- 逃亡者（#14 ハーラン・ガスリー〈ロバート・ウェッバー〉、#26 ラルフ・シモンズ〈クロード・エイキンス〉）
- 特攻ギャリソン・ゴリラ #10（エチエンヌ〈ジャック・オーブション〉）
- ニューブリード（プライス警部〈レスリー・ニールセン〉）
- ヒッチコック劇場 #2（ポール）
- 弁護士ジャッド「象牙の塔からの眺め」（チャンスリー〈サイモン・スコット〉）
- 弁護士ペリー・メイスン
  - 「三人の妻への疑惑」
  - 「脳に残された痕」
  - 「二重結婚」
- ロバート・テーラー・ショー/ミステリー61（ロバート・テイラー）
- 0011ナポレオン・ソロ
  - 第9話（首相）
  - 第14話
  - 第22話（ブラザーラブ（エディ・アルバート）
  - 第31話（ロベスピエール）
  - 第35話（スラッシュ支部長）
  - 第36話
  - 第44話（ルーチェ）
  - 第51話（フレッド）
  - 第53話（ダガード）
  - 第58話（ベックマン）
  - 第62話
  - 第66話（ピッグス）
  - 第70話（マーク〈ブロデリック・クロフォード〉）

#### アニメ
- ドラゴン水滸伝（黒髭大将軍）

#### 人形劇
- 海底大戦争 スティングレイ 海底戦車現わる（ソラスター国総統〕
- サンダーバード 魅惑のメロディ（某国基地司令官、芸能会社社長マクシェ）
- ジョー90（シェーン・ウエストン）

### テレビアニメ
1967年
- 黄金バット（ナゾー）
- 悟空の大冒険（妖怪大王）

1968年
- 怪物くん
- 佐武と市捕物控（重蔵）

1969年
- カムイ外伝（五兵衛）

1971年
- アニメンタリー 決断
- ルパン三世 (TV第1シリーズ)（Mr.ゴールド）

1972年
- マジンガーZ

1973年
- 荒野の少年イサム（渡勝之進）

1976年
- ポールのミラクル大作戦（氷魔王）

1977年
- ルパン三世 (TV第2シリーズ)（ドン・マルチーノ）

1979年
- 科学忍者隊ガッチャマンF（ドール博士、エゴボスラー大伯爵）
- 野球狂の詩（銭形）

### 劇場アニメ
- ドラえもん のび太の恐竜（1980年、ドルマンスタイン）

### 人形劇
- ひょっこりひょうたん島（ドクトル・デ・ペソ）

### テレビCM
- ノートペン(パイロット、1979年)[24]

### その他コンテンツ
- ルパン三世 THE SHOOTING（ドン・マルチーノ）※ライブラリ出演